# 리베카 리그
리베카 리그(Rebecca Rigg, 1967년 12월 31일 ~ )는 오스트레일리아의 배우이다.
시드니에서 태어났다.

## 출연 작품

### 영화
- Fatty Finn (1980)
- Monkey Grip (1982)
- Fortress (1986)
- 헌팅 (1991, Hunting)
- 저공 비행 (1993, Mercy Mission: The Rescue of Flight 771)
- 터널 비젼 (1995, Tunnel Vision)
- 엘리 파커 (2001) - 단편
- 엘리 파커 (2005)
- 페어 게임 (2010) - 리사 역

### 텔레비전
- 멘탈리스트 (2009)